# Julius Becker (Jurist)
Julius Theodor Becker (* 25. April 1853 in Mannheim; † 25. Oktober 1917 in Freiburg im Breisgau) war ein badischer Jurist und Verwaltungsbeamter.

## Leben
Becker war der Sohn eines Möbelfabrikanten. Er besuchte das Gymnasium in Mannheim und studierte von 1873 bis 1876 Jura in Heidelberg und Leipzig. Von 1881 bis 1882 absolvierte er sein Referendariat in den Bezirksämtern Konstanz und Offenburg sowie im Innenministerium Karlsruhe. Ab 1882 war er Amtmann im Bezirksamt Lörrach und später im Bezirksamt Baden, unterbrochen von Tätigkeiten als Hilfsarbeiter im Innenministerium. Anfang 1887 kam Becker ans Bezirksamt Donaueschingen, bevor er im April desselben Jahres zweiter Beamter im Bezirksamt Tauberbischofsheim wurde. 1888 wurde er dann Oberamtmann und Amtsvorstand im Bezirksamt Stockach, bevor er 1893 das Amt des Amtsvorstandes im Bezirksamt Wolfach und anschließend 1897 das Amt des Amtsvorstand im Bezirksamt Bühl übernahm. Dort wurde er 1899 zum Geheimen Regierungsrat ernannt. 1902 ging Becker als Amtsvorstand an das Bezirksamt Heidelberg. Dort blieb er bis 1908, als er als Landeskommissär nach Mannheim wechselte. Außerdem wurde er Geheimer Oberregierungsrat und Vortragender Rat im Innenministerium. Am Ende seiner beruflichen Laufbahn ging Becker 1913 als Landeskommissär nach Freiburg.

## Auszeichnungen
- Ritterkreuz des österreichischen Franz-Joseph-Ordens (1886)
- Ritterkreuz 1. Klasse (1894)
- Ritterkreuz des Ordens Berthold des Ersten (1897)
- Friedrich-Luisen-Medaille (1906)
- Komturkreuz des sächsischen Albrechts-Ordens (1909)
- preußischer Kronen-Orden 2. Klasse (1909)
- Kommandeurkreuz 2. Klasse Orden vom Zähringer Löwen (1913)
- badisches Kriegsverdienstkreuz (1916)
- preußische Rote-Kreuz-Medaille, 3. Klasse (1916)
- sächsisches Kriegsverdienstkreuz (1916)